# Erik och Tore Ahlsén

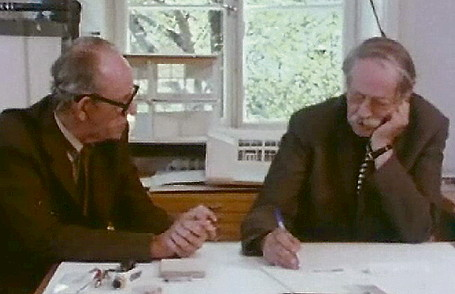
Tore (t.v.) och Erik Ahlsén.

Bröderna Erik Valfrid H. Ahlsén, född 12 oktober 1901, död 13 oktober 1988, och Tore Olov Hjalmar Ahlsén, född 29 juli 1906, död 26 juni 1991, var två svenska arkitekter. 

## Liv och verk

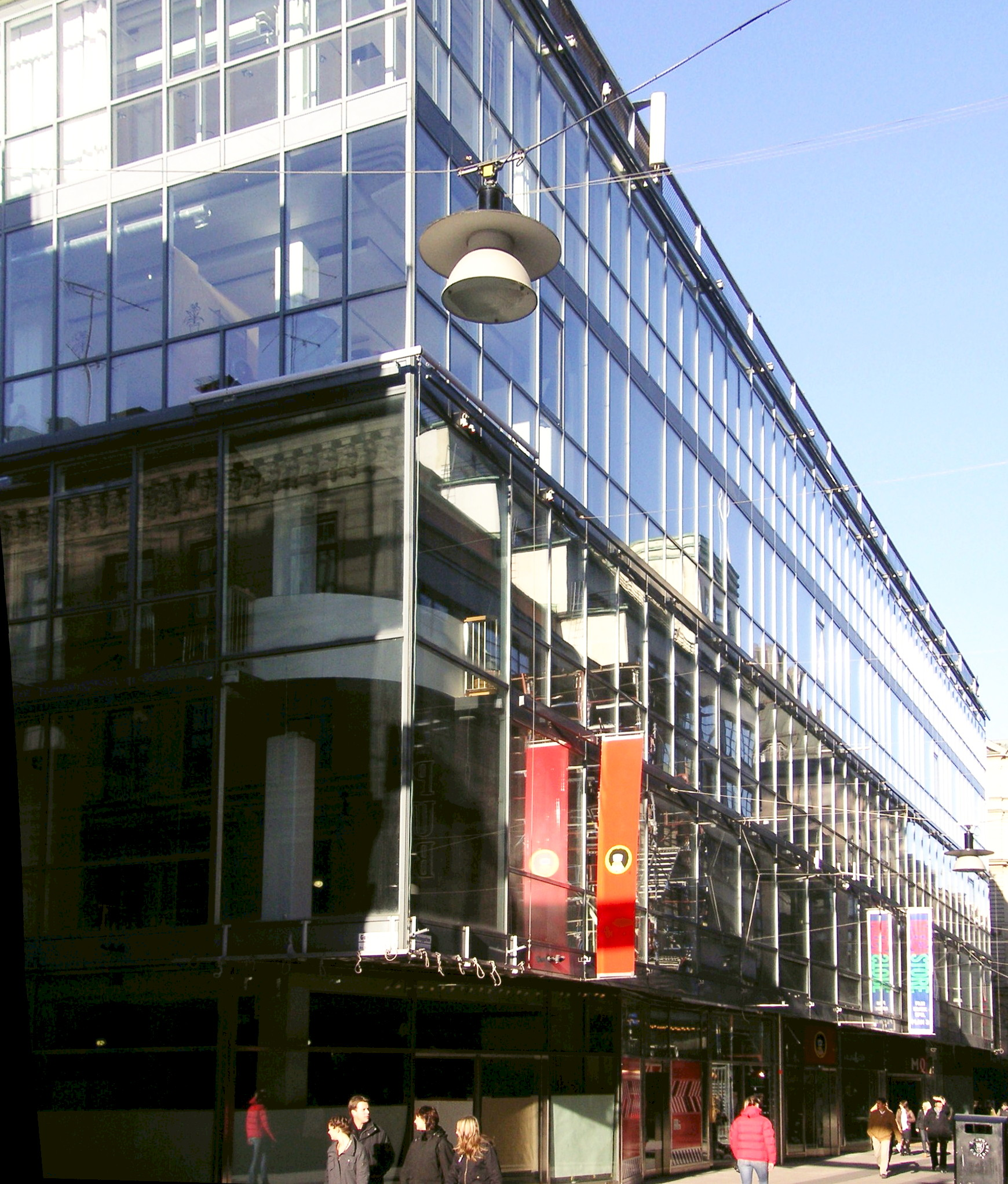
PUB:s Bohagshus 2007

Erik och Tore Ahlsén växte upp i förorten Gröndal i Stockholm och fick tidigt insikt i byggbranschen, då deras far var snickarledare. Båda fick sin första utbildning vid Tekniska skolan (idag Konstfack) i Stockholm, och sedan, efter några års praktik, utbildade de sig till byggnadsingenjörer vid Kungliga Tekniska högskolan (KTH) och fortsatte sedan med arkitektstudier. Erik Alsén var under tjugo år knuten till KFAI (KF:s arkitekt- och ingenjörskontor). Tore Alsén var medarbetare till Erik Lallerstedt och Gunnar Asplund, men hade också praktiserat vid KF:s arkitektkontor.
År 1937 startade de ett gemensamt arkitektkontor och kom under sina verksamma år att samarbeta kontinuerligt. Den långa praktiktiden hos kända arkitekter och på stora arkitektkontor gav Erik och Tore Ahlsén den omfattande erfarenhet som återspeglar sig i deras gemensamma verk. Deras arbeten omfattade bostadsområden och framför allt en serie uppmärksammade centrumanläggningar, men även inredningar och möbler.
Tillbyggnaden av Kristianstads rådhus från 1936–1940 påminner om Asplunds rådhustillbyggnad i Göteborg. Årsta centrum från 1943–1954 visade en hög ambitionsnivå, där medborgarhus, bibliotek, teater och biograf dominerar ett intimt torg, medan butikerna spelar en underordnad roll. De dekorativa, abstrakta fasadmålningarna fick en del kritik på sin tid, idag är de kulturskyddade.
I PUB:s Bohagshus i Stockholm från 1959, med sina fasader av glas, indelade med tunna metallramar, visar bröderna Ahlsén en modern varuhusbyggnad, som smälter fint in i det trånga gaturummet, där himlen speglar sig i de stora glasytorna.
Bland kända arbeten märks Varuhuset Kringlan i Södertälje, invigd 1965. Kringlan blev ett av Europas första köpmannavaruhus och en av Sveriges första butiksgallerior. Anläggningen planerades efter samma koncept som varuhuset Krämaren i Örebro, med en låg varuhusdel och en hög bostadsdel ovanpå. Kringlan är av Stockholms läns museum rödklassad vilket innebär att byggnaden motsvarar fordringarna för byggnadsminnesförklaring enligt Kulturmiljölagen.
Erik Ahlsén promoverades 1978 till teknologie hedersdoktor vid Chalmers tekniska högskola. och båda bröderna promoverades till teknologie hedersdoktorer vid KTH 1983. Bröderna fick Kasper Sahlinpriset för PUB och Medborgarhuset i Örebro. De är gravsatta på Brännkyrka kyrkogård.
Tore Ahlsén var även verksam som formgivare och var knuten till bland annat Målerås glasbruk och armaturfabriken Gärsnäs. Han är representerad vid bland annat Nationalmuseum i Stockholm.

## Verk i urval
I kronologisk ordning:

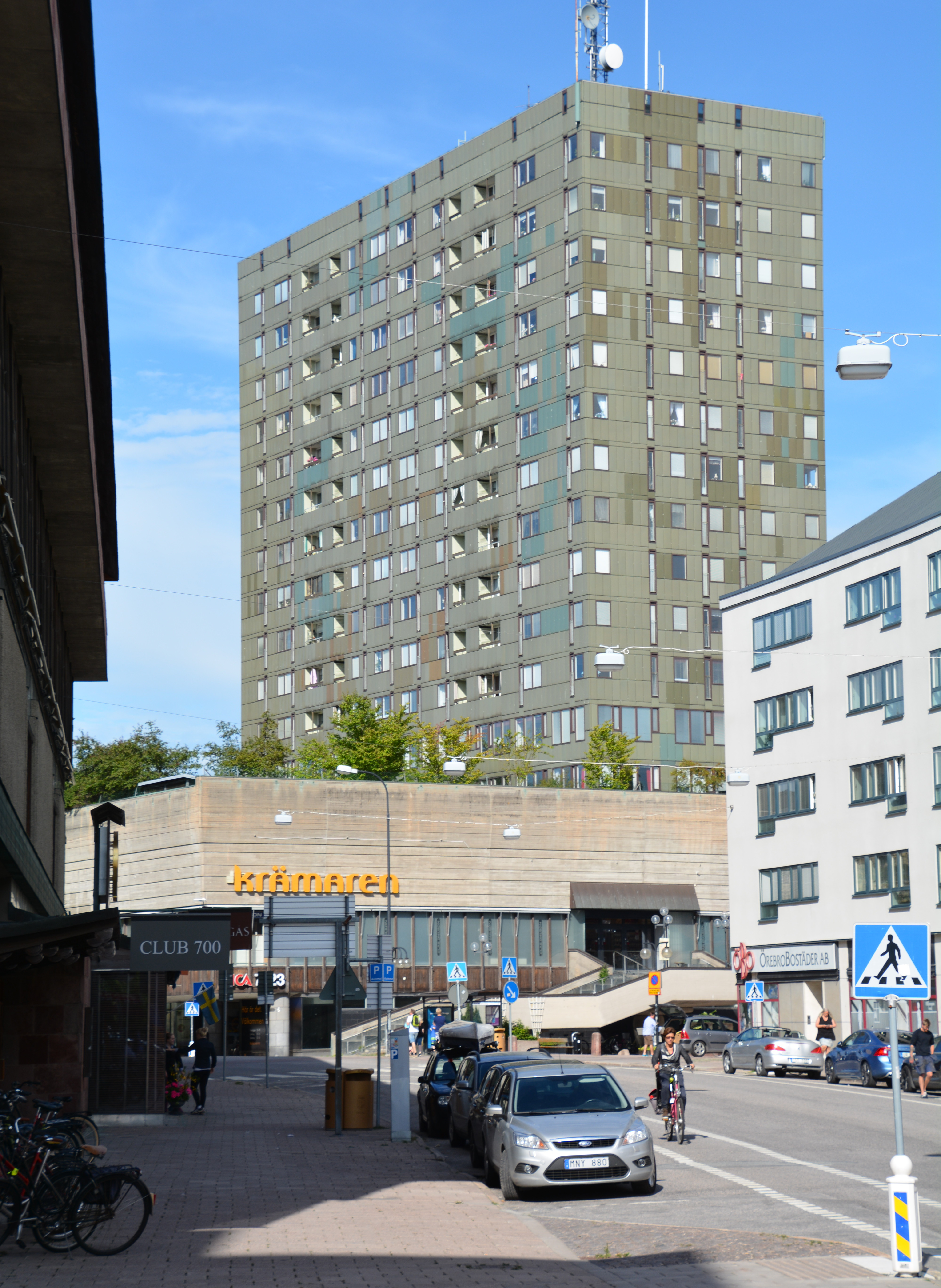
Krämaren, Örebro.

- Kristianstads rådhus, Kristianstad, 1936–1940
- Duboishuset i hörnet Vaksalagatan-Kungsgatan i Uppsala, 1937–1939.
- Årsta centrum, Stockholm, 1943–1954
- Sickla strand, Nacka, 1947–1948
- Bostadshus på Finnberget, Nacka, 1948–1949
- Bostadshus och villabyggnad, kvarteret Visthusboden och Vaxskivlingen, Saltsjöbaden, 1952–1954
- Varuhuset PUB Bohagshuset, Stockholm, 1955–1959
- Varuhuset Krämaren, Örebro, 1955–1963
- Medborgarhuset, Örebro, 1957–1960
- Bostadshus i kvarteret Sylen i stadsdelen Sala backe i Uppsala, 1961–1962
- Uppsala stadshus, 1964
- Henriksdalsberget, Nacka, 1964–1969
- Varuhuset Kringlan, Södertälje, 1965
- Örebro Teater, restaurering, 1966–1976
- Uppsala studentkårs hus (Ubbo-huset), Uppsala 1968
- Statens institut för byggnadsforskning, Gävle, 1972–1976

## Bilder, verk i urval

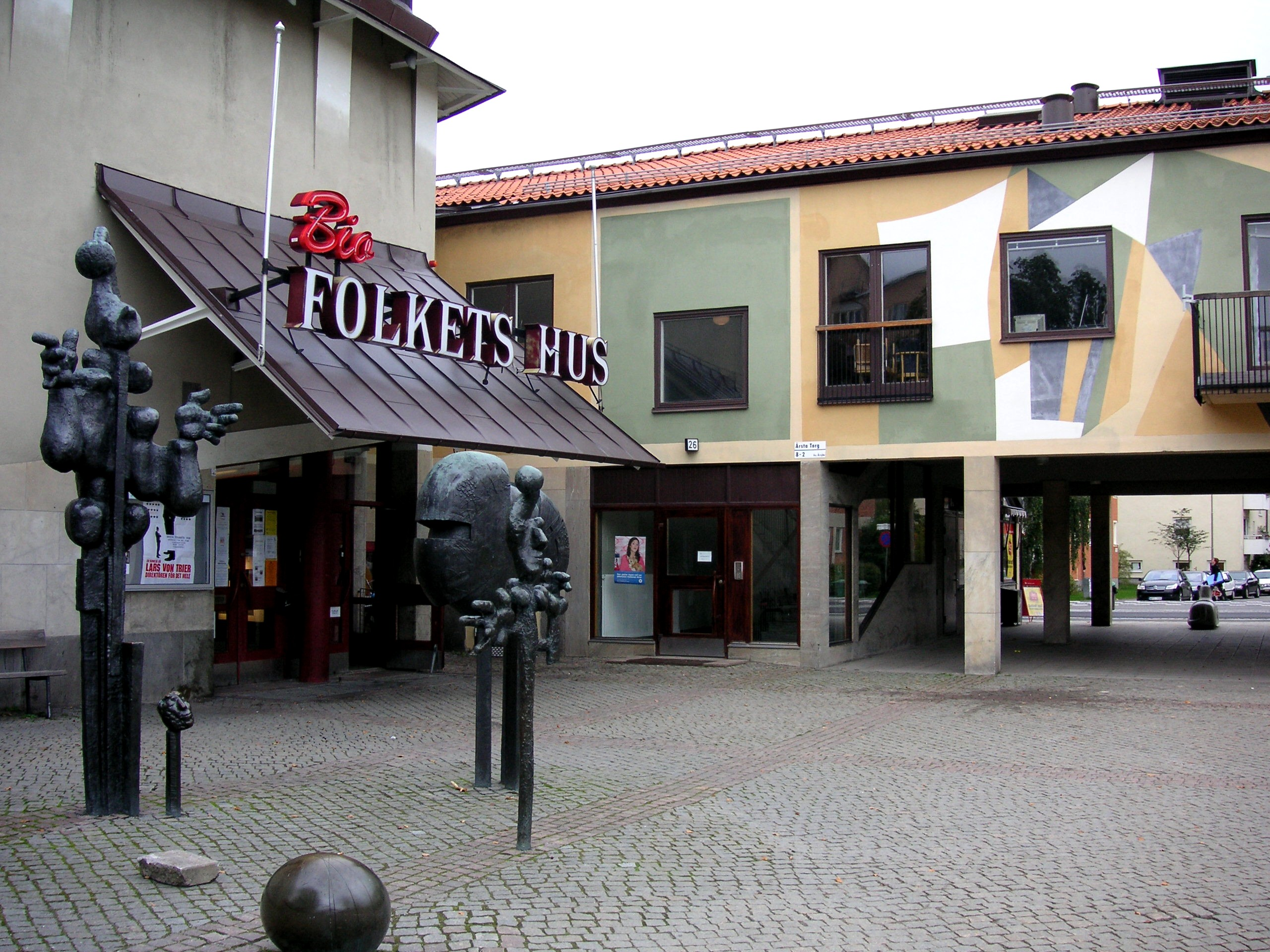
Årsta centrum, Stockholm
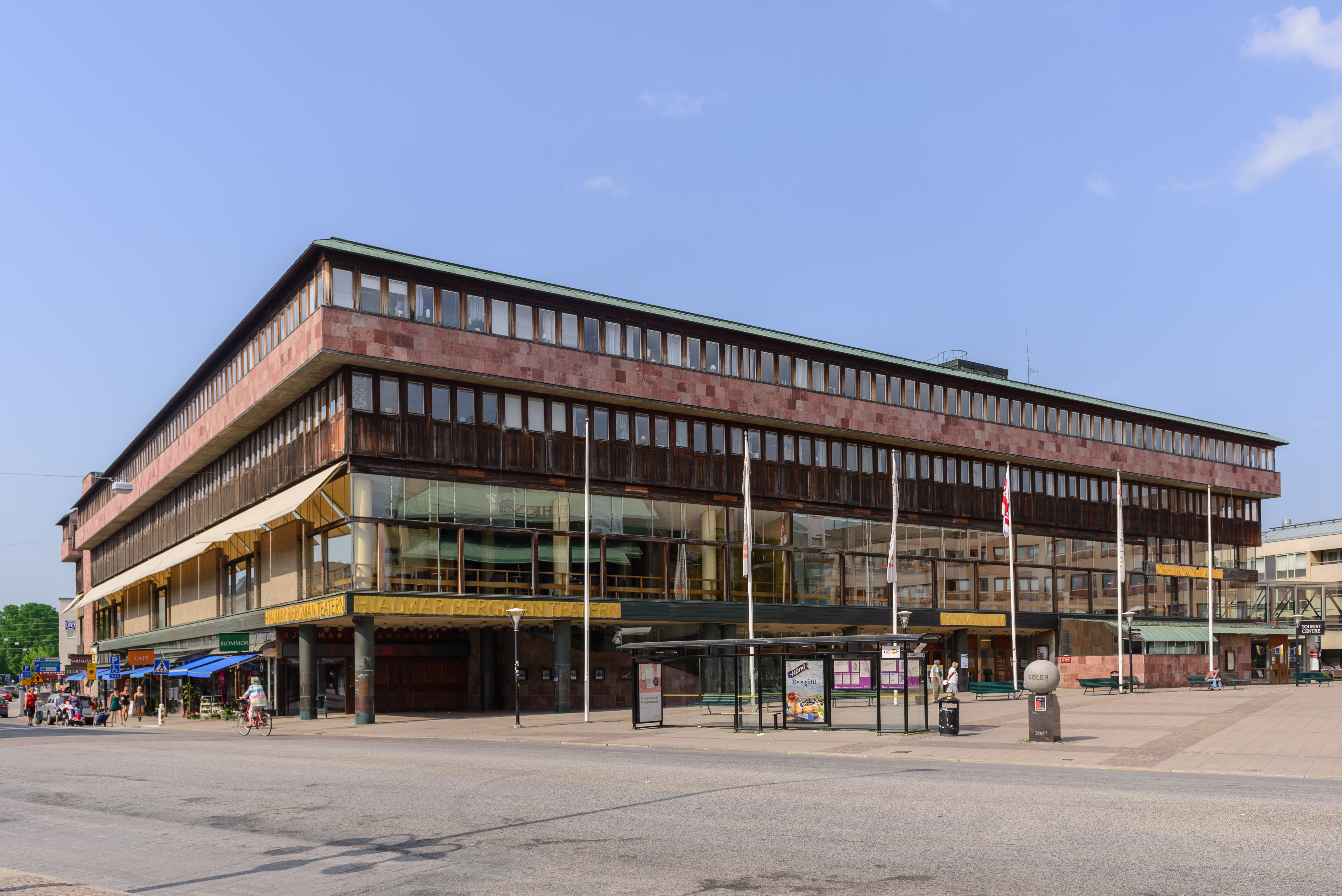
Medborgarhuset, Örebro
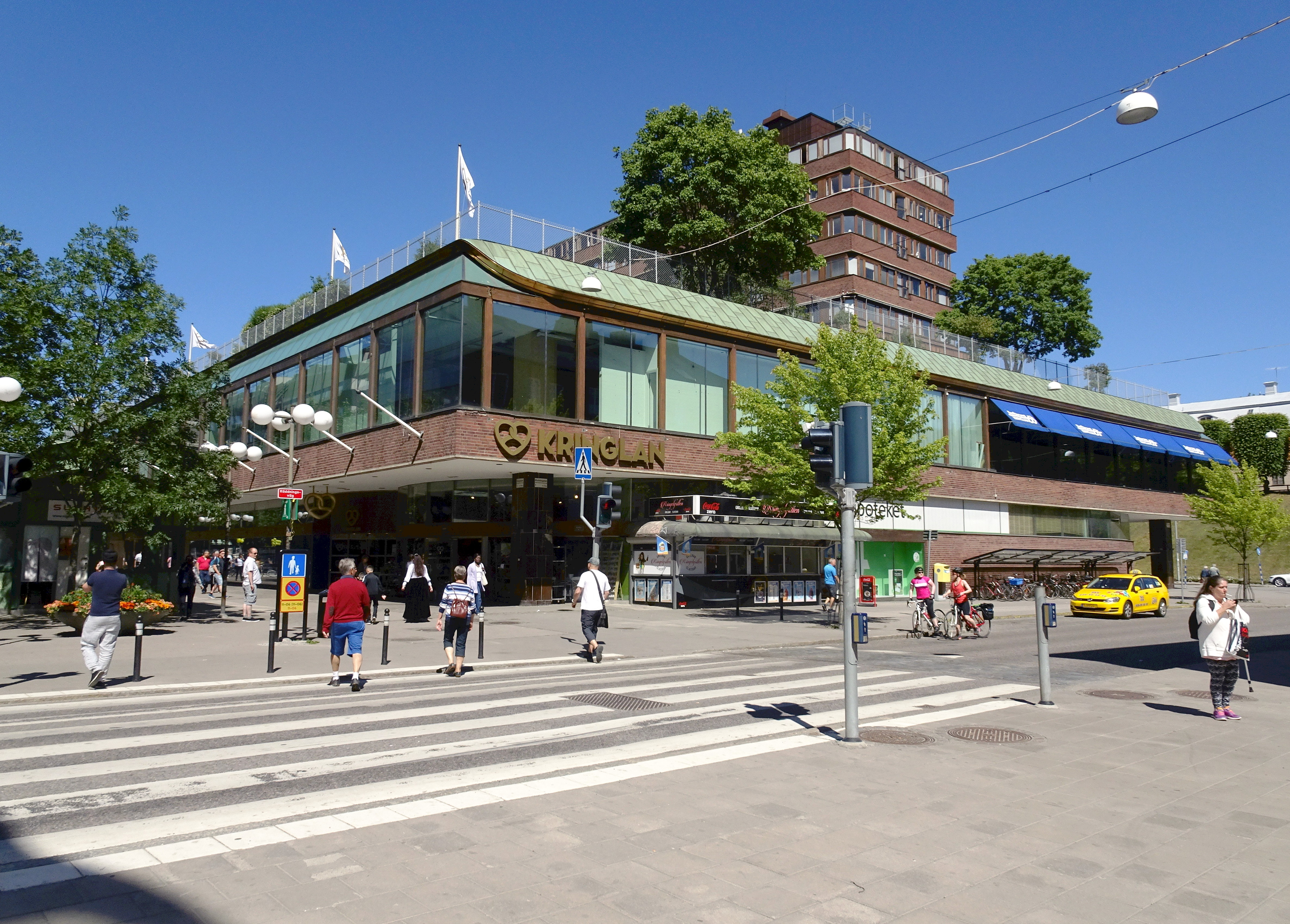
Varuhuset Kringlan, Södertälje
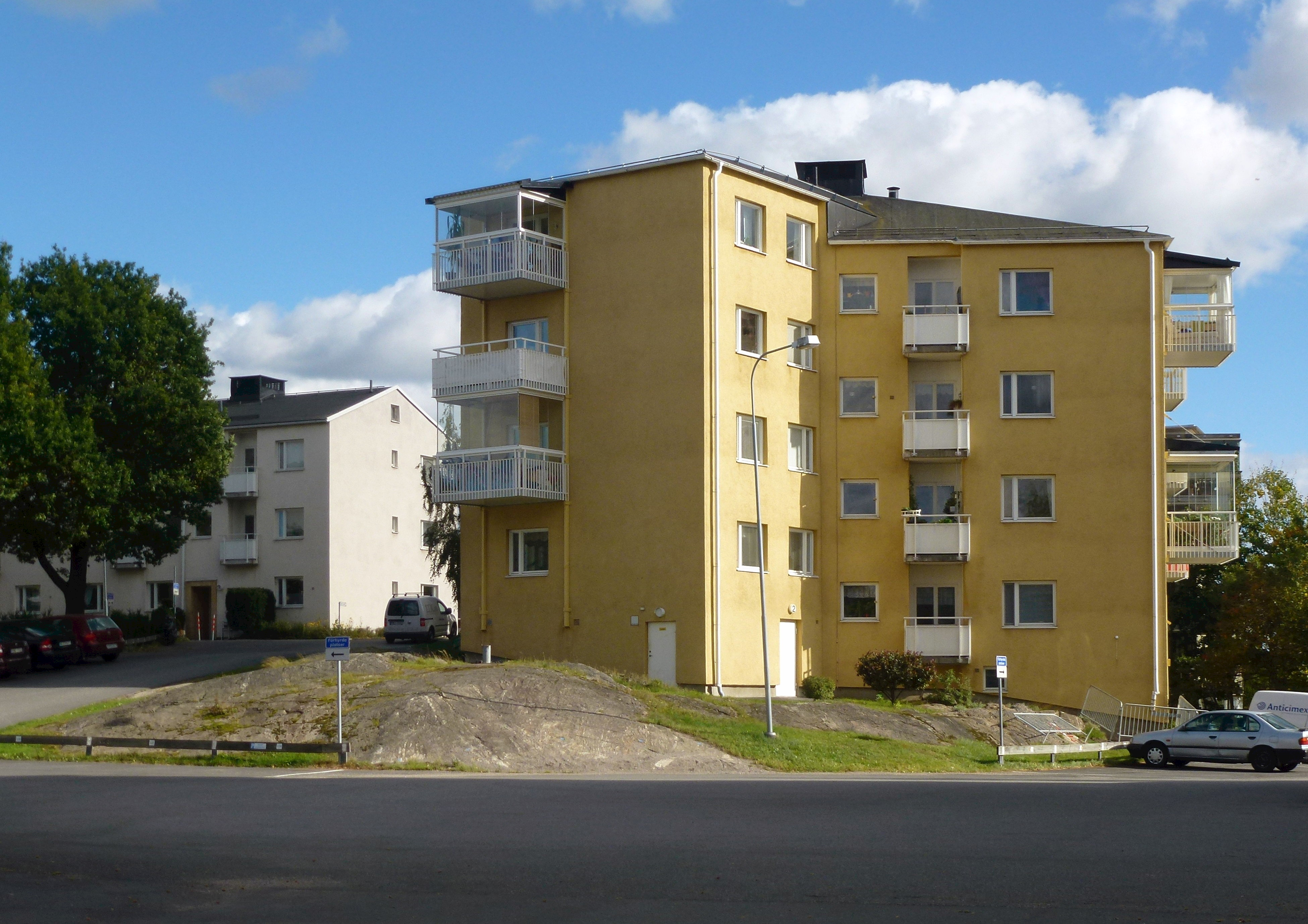
Finnberget, Nacka
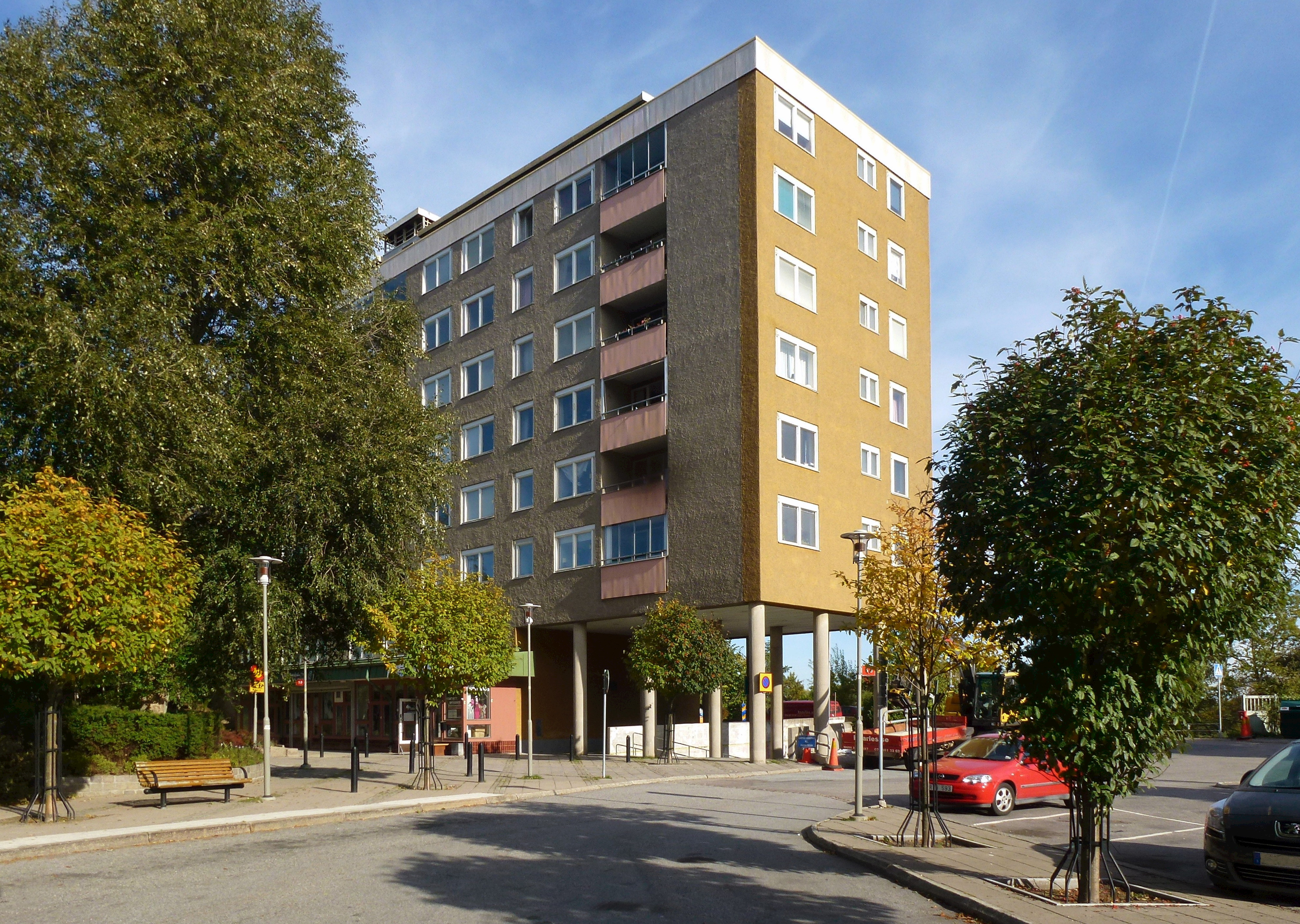
Henriksdalsberget, Nacka